# Betty Murphy
Pour les articles homonymes, voir Murphy.
Betty Murphy est une actrice américaine.

## Biographie
Betty Murphy est apparue dans six films, Attack on Terror: The FBI vs. the Ku Klux Klan, 1918, Urban Cowboy, Alone, Perpète, Finishing the Game: The Search for a New Bruce Lee et apparaîtra dans le film Zodiac.
À la télévision, Betty joua dans Tout le monde aime Raymond, Becker, Six Feet Under et a un rôle récurrent dans la série Desperate Housewives où elle joue Alberta Fromme.

## Filmographie

### Cinéma
- 1980 : Urban Cowboy de James Bridges : la mère de Bud
- 1985 : 1918 (en) de Ken Harrison : Verna
- 1999 : Perpète (Life) de Ted Demme : Mrs. Abernathy
- 2007 : Finishing the Game: The Search for a New Bruce Lee de Justin Lin : la mère de Breeze
- 2007 : Zodiac de David Fincher
- 2008 : Rien que pour vos cheveux (You Don't Mess with the Zohan) de Dennis Dugan : Mrs. Haynes
- 2013 : Very Bad Trip 3 (The Hangover Part III) de Todd Phillips : la mère de Cassie

### Télévision

#### Séries télévisées
- 1984 : Divorce Court (en) : Farrar vs Farrar : Irene Burch
- 1992 : Rescue 911 (en) : Raft Capsizes (saison 3 épisode 15) : Isabell Reasoner
- 1992 : America's Most Wanted : Donald Soldano : Femme dans l'église
- 1996 : Un drôle de shérif (Picket Fences) : L'Enfer de Dante (saison 4 épisode 16) : Foreperson
- 1996 : Men Behaving Badly : Jamie's in Love (saison 1 épisode 6) : La mère de Cherie
- 1997 : Expériences interdites (Perversions of Science) : L'Élu du peuple (saison 1 épisode 10) : Nanna
- 1997 : The Practice : Bobby Donnell et Associés : La Bénédiction (saison 2 épisode 3) : Connie Malzone
- 1998 : Une sacrée vie (en) (Nothing Sacred) : Sleeping Dogs (saison 1 épisode 19) : Manifestante
- 1998 : The Simple Life (en) : The Other Mother (saison 1 épisode 4) : Mother #2
- 1998 : Working (en) : The Closer (saison 2 épisode 2) : Mrs. Bennett
- 1998 : Le Caméléon (The Pretender) : Une personne de confiance (saison 3 épisode 4) : Doris the Housekeeper
- 2000 : JAG : Les sorcières de Gulfport (saison 5 épisode 21) : Cafe Singer
- 2002 : Urgences (ER) : Une blessure incurable (saison 9 épisode 5) : Nancy
- 2002 : Becker : The 100th (saison 5 épisode 6) : Mrs. Katz
- 2003 : Tout le monde aime Raymond (Everybody Loves Raymond) : Charité bien ordonnée (saison 7 épisode 16) : Margaret
- 2004 : Six Feet Under : La terreur s’installe (saison 4 épisode 6) : Meinhardt Cousin #2
- 2004 : Desperate Housewives : Come in, Stranger (saison 1 épisode 5) : Alberta Fromme
- 2005 : Desperate Housewives : I Wish I Could Forget You (saison 2 épisode 6) : Alberta Fromme
- 2005 : Desperate Housewives : Coming Home (saison 2 épisode 10) : Alberta Fromme
- 2006 : Close to Home : Juste Cause (Close to Home) : Aveux immédiats (saison 1 épisode 14) : Mrs. Sherman
- 2006 : Cold Case : Affaires classées (Cold Case) : Rêves et désillusions (saison 3 épisode 19) : Docent
- 2006 : Desperate Housewives : One More Kiss (saison 2 épisode 11) : Alberta Fromme
- 2006 : Desperate Housewives : Children and Art (saison 3 épisode 8) : Alberta Fromme
- 2008 : Saving Grace : À la recherche de Karen (saison 2 épisode 2) : Mrs. Huffman
- 2008 : Monk : Monk joue aux échecs (saison 7 épisode 2) : vieille femme
- 2009 : Big Love : Au fond du gouffre (saison 3 épisode 9) : Woman at Temple
- 2009 : The Office : La Grande Réunion (saison 6 épisode 11)
- 2011 : The Closer : L.A. enquêtes prioritaires : Pardonnez-nous nos offenses (saison 7 épisode 5) : Diana
- 2011 : Les Experts : Origines (saison 12 épisode 10) : Eunace Duggan
- 2012 : American Horror Story : Les origines de la monstruosité (saison 2 épisode 6) : Sally
- 2013 : Scandal : Action ou vérité ? (saison 2 épisode 12) : Fern
- 2013 : La Vie secrète d'une ado ordinaire : Shiny and New (saison 5 épisode 16) : Joyce
- 2013 : Rizzoli and Isles : L’Inconnu du parc (saison 4 épisode 12) : Shirley
- 2013 : Getting On (en) : Dumped (saison 1 épisode 4) : Fiona Sullivan
- 2013 : Getting On : Nightshift (saison 1 épisode 5) : Fiona Sullivan
- 2013 : Getting On : The Concert (saison 1 épisode 6) : Fiona Sullivan
- 2014 : Esprits criminels : Anges déchus, deuxième partie (saison 9 épisode 24) : la mère de Dinah
- 2014 : The Fosters : Mother (saison 2 épisode 6) : Vieille femme
- 2014 : Undateable : Daddy Issues (saison 1 épisode 10) : Vieille dame
- 2015 : Undateable : A Stray Dog Walks Into a Bar (saison 2 épisode 4) : Mrs. Bosma
- 2015 : Undateable : A Live Show Walks Into a Bar, Part 1 (saison 2 épisode 7) : Mrs. Bosma
- 2015 : Undateable : A Live Show Walks Into a Bar, Part 2 (saison 2 épisode 8) : Mrs. Bosma
- 2015 : Undateable : Cop Number Four Walks Into a Bar (saison 2 épisode 10) : Mrs. Bosma
- 2015 : Undateable : A Truth Hug Walks Into a Bar (saison 3 épisode 4) : Mrs. Bosma
- 2016 : Colony : Pilot (saison 1 épisode 1) : Grandma
- 2016 : Bella et les Bulldogs : Oh Baby, It's the Playoffs (saison 2 épisode 19) : Aunt Gladys
- 2016 : Legendary Dudas (en) : Blazing Pedals/The Chest Hair (saison 1 épisode 3) : Mabel

#### Téléfilms
- 1975 : Attack on Terror: The FBI vs. the Ku Klux Klan (en) de Marvin J. Chomsky : Femme sur le trottoir
- 1997 : Alone de Michael Lindsay-Hogg : Ann